# 旧村农村居民点
旧村农村居民点（俄语：Сельское поселение Старосельское）是俄罗斯联邦沃洛格达州梅日杜列琴斯基区所属的一个农村居民点。其下辖有33个居民点，行政中心为斯塔罗耶。据2015年统计，该农村居民点的人口为928人。